# Mayotte Bollack
Mayotte Bollack, geborene Beauroy (* 1928; † 27. April 2024) war eine französische Klassische Philologin.
Sie war Professorin für Klassische Philologie an der Universität Lille III (Latinistin mit einem Schwerpunkt auf Lukrez). Sie war Ehefrau und enge Mitarbeiterin von Jean Bollack, mit dem sie zahlreiche Tragödien des Aischylos, Sophokles und Euripides ins Französische übersetzte. Sie wird zur École de Lille gerechnet.

## Veröffentlichungen (Auswahl)
- La raison de Lucrèce : constitution d'une poétique philosophique avec un essai d'interprétation de la critique lucrétienne. Éditions de Minuit, Paris 1978.
- als Herausgeberin mit Heinz Wismann (Hrsg.): Philologie und Hermeneutik im 19. Jahrhundert. = Philologie et herméneutique en 19ème siècle. Band 2. Vandenhoeck & Ruprecht, Göttingen 1983, ISBN 3-525-31827-8.